# Murray Gold
Murray Jonathan Gold (ur. 28 lutego 1969 w Portsmouth) – brytyjski kompozytor, specjalizujący się w muzyce filmowej, teatralnej i telewizyjnej.
Największą sławę przyniosła mu praca nad serialem Doktor Who, w którym skomponował całą ścieżkę dźwiękową od roku 2005, włącznie z odnowieniem muzyki z czołówki, która pierwotnie została skomponowana przez Rona Grainera. Dodatkowo Gold pracował również nad ścieżką dźwiękową spin-offów tego serialu, jak chociażby Przygody Sary Jane czy Torchwood.
Murray Gold był pięciokrotnie nominowany do nagrody BAFTA. Był również trzykrotnie nominowany do nagrody Royal Television Society, z czego raz wygrał tę nagrodę, za serial Queer as Folk.